# Охотська сільська рада
Охо́тська сільська́ ра́да — адміністративно-територіальна одиниця та орган місцевого самоврядування в Нижньогірському районі Автономної Республіки Крим. Адміністративний центр — село Охотське.

## Загальні відомості
- Населення ради: 1 703 особи (станом на 2001 рік)

## Населені пункти
Сільській раді підпорядковані населені пункти:
- с. Охотське
- с. Родники

## Склад ради
Рада складається з 16 депутатів та голови.
- Голова ради: Алексєєнко Олександр Васильович
- Секретар ради: Нудная Любов Петрівна

### Керівний склад попередніх скликань
| Прізвище, ім'я, по батькові     | Основні відомості                                                         | Дата обрання | Дата звільнення |
| ------------------------------- | ------------------------------------------------------------------------- | ------------ | --------------- |
| Алексеєнко Олександр Васильович | Сільський голова, 1962 року народження, член Народної партії              | 26.03.2006   | 31.10.2010      |
| Алексєєнко Олександр Васильович | Сільський голова, 1961 року народження, освіта вища, член Партії регіонів | 31.10.2010   |                 |

Примітка: таблиця складена за даними сайту Верховної Ради України

### Депутати
За результатами місцевих виборів 2010 року депутатами ради стали:

#### За суб'єктами висування
| Суб'єкт висування | Кількість обраних депутатів | %   |
| ----------------- | --------------------------- | --- |
| Самовисування     | 16                          | 100 |

#### За округами
| № округу | Прізвище, ім'я, по батькові        | Дата визнання обраним | Освіта             | Партійна приналежність            | Відомості про обраного депутата      |
| -------- | ---------------------------------- | --------------------- | ------------------ | --------------------------------- | ------------------------------------ |
| 1        | Нудна Любов Петрівна               | 04.11.2010            | вища               | член Партії регіонів              | Охотська сільська рада, секретар     |
| 2        | Королькова Галина Єфимівна         | 04.11.2010            | середня спеціальна | член Партії регіонів              | тимчасово не працює                  |
| 3        | Д'яченко Олена Іванівна            | 04.11.2010            | середня спеціальна | член Партії регіонів              | відділення зв'язку, керівник         |
| 4        | Півоварчук Валентина Володимирівна | 04.11.2010            | середня спеціальна | член Партії регіонів              | Охотська сільська рада, рахівник     |
| 5        | Казакова Валентина Миколаївна      | 04.11.2010            | середня спеціальна | член Партії регіонів              | Охотський будинок культури, директор |
| 6        | Зарубенко Тетяна Петрівна          | 04.11.2010            | середня спеціальна | член Партії регіонів              | магазин, продавець                   |
| 7        | Горчевська Надія Євгенівна         | 04.11.2010            | середня спеціальна | позапартійна                      | тимчасово не працює                  |
| 8        | Степанян Олена Євгенівна           | 04.11.2010            | середня спеціальна | член Партії регіонів              | тимчасово не працює                  |
| 9        | Лідіч Зінаїда Євгенівна            | 04.11.2010            | середня спеціальна | член Партії регіонів              | тимчасово не працює                  |
| 10       | Лепехо Василь Євгенєвич            | 04.11.2010            | середня спеціальна | позапартійний                     | тимчасово не працює                  |
| 11       | Гуськова Ніна Іванівна             | 04.11.2010            | середня спеціальна | позапартійна                      | тимчасово не працює                  |
| 12       | Качановська Олена Володимирівна    | 04.11.2010            | середня спеціальна | член Партії регіонів              | Охотський дитячий садок, вихователь  |
| 13       | Сергієнко Олександр Анатолійович   | 04.11.2010            | середня            | член Партії регіонів              | тимчасово не працює                  |
| 14       | Колупова Валентина Володимирівна   | 04.11.2010            | середня спеціальна | член Партії регіонів              | тимчасово не працює                  |
| 15       | Каліна Надія Олександрівна         | 04.11.2010            | середня спеціальна | член Комуністичної партії України | тимчасово не працює                  |
| 16       | Ібрагимов Аблякім Абселямович      | 04.11.2010            | середня            | позапартійний                     | тимчасово не працює                  |